# 胡士泰
胡士泰（Stern Hu，1963年—）是2009年发生的力拓间谍案的主要人物。他1963年生于中国天津，1983年从北京大学历史系毕业，此后曾在中信集团工作。后到澳大利亚留学，毕业之后进入澳大利亚第二大铁矿生产公司哈默斯利铁矿（Hamersley Iron）工作。力拓收购哈默斯利公司后，继而成为力拓雇员。1997年成为澳大利亚公民。后成为力拓集团驻上海办事处的首席代表，主要负责力拓的铁矿石在中国的销售和营销。
21世紀00年代，中國鋼鐵企業與三大礦業公司必和必拓、力拓和淡水河谷之間的鐵礦石價格主要以供需雙方协定的年度价格來確定。力拓為了能在談判中增加籌碼，讓胡士泰刺探中國鋼鐵企業的內部營業情報。同時一些鋼鐵公司為了能和力拓簽訂更優惠的協議，向胡士泰大肆行賄。2009年7月5日胡士泰等4人因涉嫌在进出口铁矿石贸易谈判期间，通过拉拢、收买中国内部人员为境外刺探和窃取中国国家机密，在上海被上海市国家安全局依法刑事拘留。8月11日，上海市检察机关以涉嫌侵犯商业秘密罪、非国家工作人员受贿罪，对胡士泰等人作出批准逮捕决定。
2018年7月4号刑满释放。